# Zugradar
Zugradar ist eine Computeranwendung, die den Zugbetrieb von Eisenbahnunternehmen auf Basis von Hochrechnungsdaten auf einer skalierbaren Karte darstellt.
Der Dienst zeigt damit angenäherte Standorte von Personenzügen im Netz der Deutschen Bahn. Die Positionen werden entweder mit relativ hoher Genauigkeit per GPS erfasst (beispielsweise bei Zügen des Metronom) oder – etwas weniger verlässlich – aus planmäßigen Fahrverläufen und Verspätungsinformationen extrapoliert (beispielsweise bei Zügen der Deutschen Bahn). Dabei ist es möglich, nach Zugnummern zu suchen, sich den Zugverkehr zu einer bestimmten Uhrzeit anzeigen zu lassen und einen Zeitraffer anzuwenden. Das Angebot Zugradar wurde von der Deutschen Bahn zum 1. Oktober 2018 eingestellt. Es gibt aber weitere Anbieter wie zum Beispiel zugradar.info. Dieses Portal erweckt den Eindruck, es könne die Bewegung von Bahnen und Bussen in Deutschland in Echtzeit darstellen, und leitet dabei stillschweigend weiter zu einem Portal der Universität Freiburg (travic.app), das aber nach eigener Aussage keine Echtzeitdaten für deutsche Bahnen und Busse liefern kann.

## Geschichte
Die Beta-Version des Programms wurde im August 2013 veröffentlicht und war über die Seite der Deutschen Bahn öffentlich verwendbar. Zuvor erfolgte eine Testphase der App unter Verwendung von iPad-Geräten im DB Museum Nürnberg, bei der Besucher Verbesserungsvorschläge einbringen konnten.
Davor wurde bereits im Jahr 2011 die privat entwickelte Webanwendung Zugfinder veröffentlicht, deren grundsätzliche Funktionalität (Extrapolierung von planmäßigen Fahrverläufen und Verspätungsinformationen) vergleichbar ist. Darüber hinaus werden hier aber auch historische Daten zu Verspätungen bereitgestellt.
Die Deutsche Bahn hat ihr Zugradar zum 1. Oktober 2018 abgeschaltet. Begründet wurde dieser Schritt mit der fehlenden Echtzeit-Ortung (z. B. per GPS), der daraus resultierenden Realitätsferne, fehlender Präzision und auch sinkenden Nutzerzahlen.
Die Österreichischen Bundesbahnen veröffentlichten im Juli 2021 eine neue Version ihres Zugradars. Das Zugradar ist in die Fahrplan-Webseite „ÖBB Scotty“ integriert und zeigt öffentliche Verkehrsmittel aus vielen Ländern Europas an.